# Gobra Nawapara
Gobra Nawapara (o Gobranawapara) è una suddivisione dell'India, classificata come municipality, di 25.604 abitanti, situata nel distretto di Raipur, nello stato federato del Chhattisgarh. In base al numero di abitanti la città rientra nella classe III (da 20.000 a 49.999 persone).

## Geografia fisica
La città è situata a 20° 58' 16 N e 81° 49' 54 E.

## Società

### Evoluzione demografica
Al censimento del 2001 la popolazione di Gobra Nawapara assommava a 25.604 persone, delle quali 12.894 maschi e 12.710 femmine. I bambini di età inferiore o uguale ai sei anni assommavano a 3.922, dei quali 1.948 maschi e 1.974 femmine. Infine, coloro che erano in grado di saper almeno leggere e scrivere erano 16.781, dei quali 9.689 maschi e 7.092 femmine.